# Lijst van Stolpersteine in Soest
De lijst van Stolpersteine in Soest geeft een overzicht van de gedenkstenen die in de gemeente Soest in de Nederlandse provincie Utrecht zijn geplaatst in het kader van het Stolpersteine-project van de Duitse beeldhouwer-kunstenaar Gunter Demnig.
Stolpersteine zijn opgedragen aan slachtoffers van het nationaalsocialisme, al diegenen die zijn vervolgd, gedeporteerd, vermoord, gedwongen te emigreren of tot zelfmoord gedreven door het nazi-regime. Demnig legt voor elk slachtoffer een aparte steen, meestal voor de laatste zelfgekozen woning.
Omdat het Stolpersteine-project doorloopt, kan deze lijst onvolledig zijn.

## Stolpersteine
In Soest liggen drie Stolpersteine op drie adressen.

### Soest
| Afbeelding | Inscriptie | Adres                 | Herdachte persoon                 |
| ---------- | --- | --------------------- | --------------------------------- |
|            | HIER WOONDE BENJAMIN BLANKENSTEIN GEB. 1914 VERSTOPTE EEN GEZIN VERRADEN GEARRESTEERD 5.6.1944 GEDEPORTEERD 5.9.1944 SACHSENHAUSEN BERGEN-BELSEN VERMOORD 24.2.1945 | van Straelenlaan 31   | Benjamin Blankenstein (1914-1945) |
|            | HIER WOONDE ABRAHAM MOSSEL GEB. 1891 GEDEPORTEERD 1942 UIT WESTERBORK VERMOORD 31.3.1944 SILEZIË POLEN                                                              | Prins Bernhardlaan 23 | Abraham Mossel (1891-1944)        |
|            | HIER WOONDE CECILIA SALOMONS GEB. 1880 GEÏNTERNEERD 22-4-1943 VUGHT GEDEPORTEERD 11-5-1943 UIT WESTERBORK VERMOORD 14-5-1943 SOBIBOR                                | Noorderweg 13         | Cecilia Salomons (1880-1943)      |

## Data van plaatsingen
- 6 augustus 2010: een Stolperstein op van Straelenlaan 31
- 4 mei 2016: een Stolperstein op Prins Bernhardlaan 23